# Mazda MX-Micro Sport

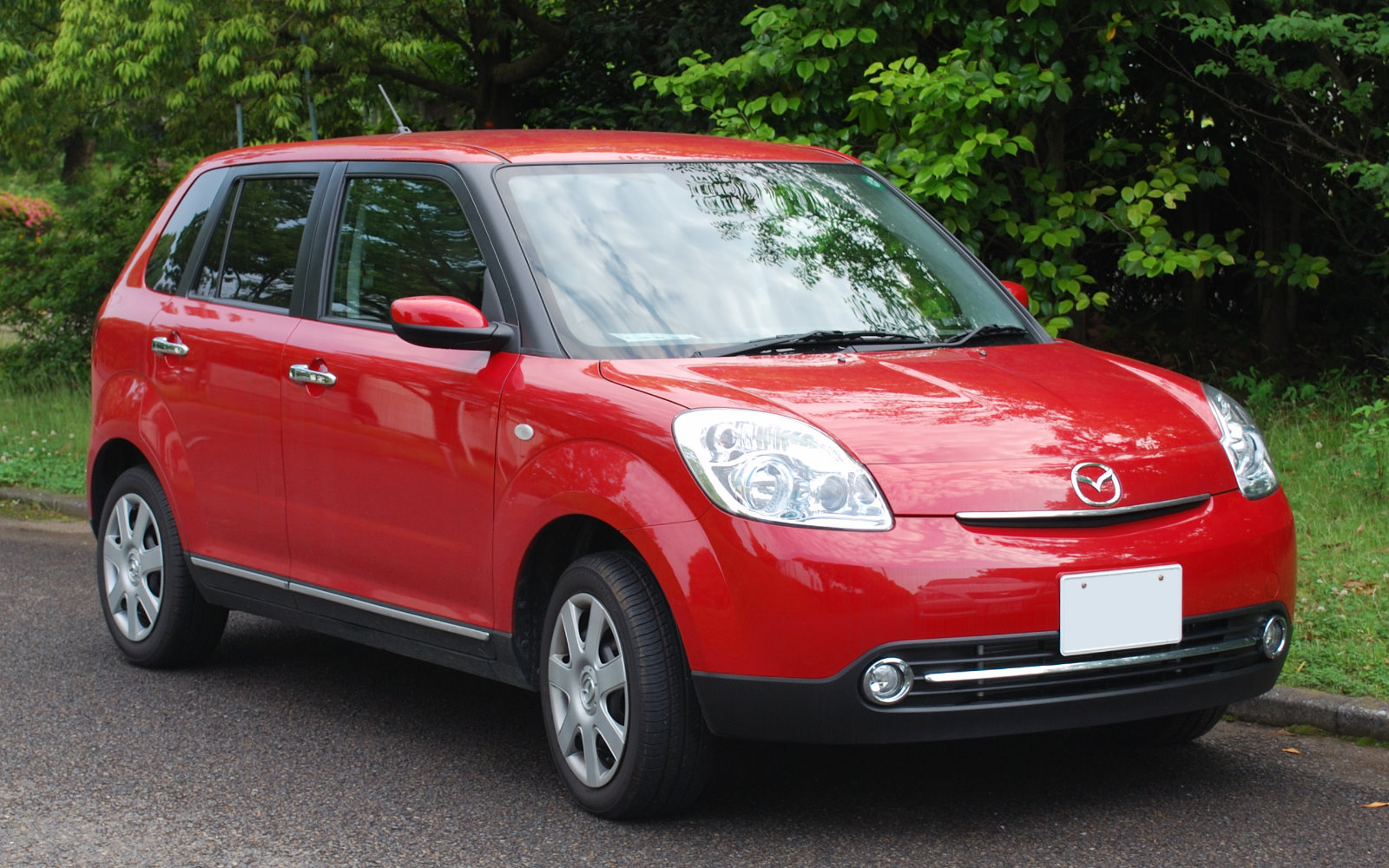
La Mazda Verisa issue du concept MX-Micro Sport

La Mazda MX-Micro Sport est un concept car du constructeur automobile Japonais Mazda, présenté au salon de Detroit en janvier 2004.
Il s'agit une petite citadine polyvalente basée sur la Mazda 2 Demio de première génération et préfigure la Mazda Verisa dévoilée en juin 2004.
Elle est présentée avec des jantes de 17 pouces et une peinture rouge métallisée ZZR et est motorisée par un 2 litres de 150 ch.